# Neelagiri
Neelagiri es una  ciudad censal situada en el distrito de Thanjavur en el estado de Tamil Nadu (India). Su población es de 16197 habitantes (2011). Se encuentra a 6 km de Thanjavur y a 42 km de Kumbakonam.

## Demografía
Según el censo de 2011 la población de Neelagiri era de 16197 habitantes, de los cuales 8100 eran hombres y 8097 eran mujeres. Neelagiri tiene una tasa media de alfabetización del 93,18%, superior a la media estatal del 80,09%: la alfabetización masculina es del 96,35%, y la alfabetización femenina del 90,05%.